# Hundtjärnen (Bollnäs socken, Hälsingland)
Hundtjärnen är en sjö i Bollnäs kommun i Hälsingland och ingår i Ljusnans huvudavrinningsområde.